# Opatija Ettal
Opatija Ettal je benediktinska opatija u Bavarskoj u Njemačkoj, koja se nalazi u gradu Ettal, oko 10 km sjeverozapadno od Garmisch-Partenkirchena i jugozapadno od Oberammergaua. Utemeljio ju je 1330. godine Ludovik IV. Bavarski. Od 1920. godine ima status manje bazilike.
Crkva je izgrađena u baroknom stilu, u 18 stoljeću. Nadvijena je kupolom i okružen dvama tornjevima. Gotovo je potpuno uništena u požaru 1742. godine, a kasnije je obnovljena.
Ovdje se štuje kip Gospe Ettalske, dar cara Ludovika IV. Bavarskoga. Tijekom godina nacizma ovdje je u kućnom pritvoru bio isusovački svećenik Rupert Mayer (sada blaženik), a također je ovdje neko vrijeme za Drugog svjetskog rata boravio i poznati pastor Dietrich Bonhoeffer